# Tipula coloradensis
Tipula coloradensis är en tvåvingeart som beskrevs av Doane 1911. Tipula coloradensis ingår i släktet Tipula och familjen storharkrankar. Inga underarter finns listade i Catalogue of Life.